# Chiromantis petersii
Chiromantis petersii är en groddjursart som beskrevs av George Albert Boulenger 1882. Chiromantis petersii ingår i släktet Chiromantis och familjen trädgrodor. IUCN kategoriserar arten globalt som livskraftig. Inga underarter finns listade i Catalogue of Life.